# Biskupi algierscy

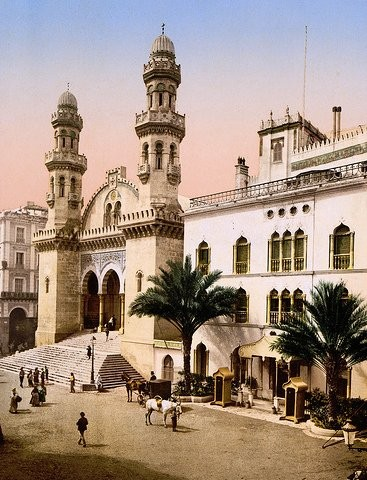
Dawna katedra św. Filipa w Algierze w latach 1838-1962, obecnie meczet Ketchaoua

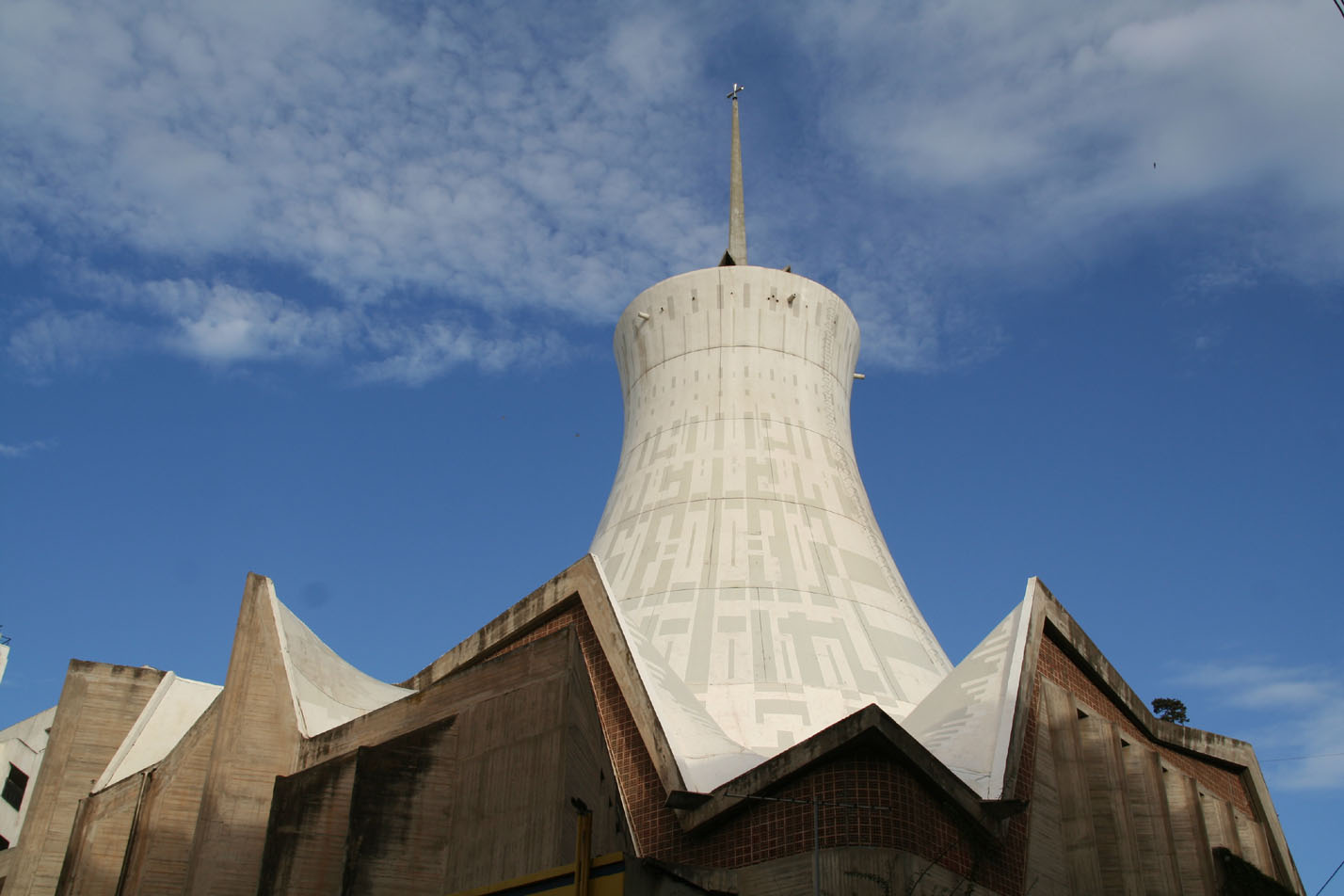
Obecna katedra Najświętszego Serca w Algierze, główna świątynia metropolitarna

Biskupi algierscy - lista biskupów Kościoła katolickiego, będących ordynariuszami i sufraganami w diecezji, a następnie archidiecezji algierskiej.

## Diecezja algierska (1838-1866)

### Ordynariusze
1. 1838-1845: bp Antoine Dupuch
2. 1846-1866: bp Louis Pavy

## Archidiecezja algierska (od 1866)

### Metropolici
1. 1866-1866: abp Louis Pavy
2. 1867-1892: kard. Charles Lavigerie
3. 1892-1897: abp Prosper Auguste Dusserre
4. 1898-1907: abp Frédéric-Henri Oury
5. 1909-1917: abp Barthélemy Clément Combes
6. 1917-1953: abp Auguste-Fernand Leynaud
7. 1954-1988: kard. Léon-Étienne Duval
8. 1988-2008: abp Henri Teissier
9. 2008-2015: abp Ghaleb Bader
10. 2016-2021: abp Paul Desfarges SI
11. od 2021: kard. Jean-Paul Vesco OP

### Sufragani
- 1871-1880: bp Pierre-Jean-Joseph Soubiranne - biskup tytularny Sebaste in Cilicia
- 1880-1892: abp Prosper Auguste Dusserre - koadiutor, arcybiskup tytularny Damascus
- 1889-1903: bp Salvator-Alexandre-Félix-Carmel Brincat - biskup tytularny
- 1909-1920: bp Alexandre Piquemal - biskup tytularny Thagora
- 1947-1954: bp Paul-Pierre-Marie-Joseph Pinier - biskup tytularny Prusias ad Hypium
- 1960-1976: bp Gaston-Marie Jacquier - biskup tytularny Sufasar
- 1980-1988: bp Henri Teissier - koadiutor